# Gare d'Embrun
La gare d'Embrun est une gare ferroviaire française de la ligne de Veynes à Briançon, située sur le territoire de la commune de Embrun, près du centre-ville, dans le département des Hautes-Alpes en région Provence-Alpes-Côte d'Azur. Elle dessert également l'ensemble de l'Embrunais et en période hivernale, les stations voisines des Orres, de Crévoux et de Réallon.
Elle est mise en service en 1883 par la Compagnie des chemins de fer de Paris à Lyon et à la Méditerranée (PLM).
C'est une gare de la Société nationale des chemins de fer français (SNCF), desservie par des trains Intercités, TER PACA et TER Auvergne-Rhône-Alpes.

## Situation ferroviaire
Établie à 870 mètres d'altitude, la gare d'Embrun est située au point kilométrique (PK) 304,391 de la ligne de Veynes à Briançon (voie unique), entre les gares ouvertes de Chorges et de Montdauphin - Guillestre. S'intercalent les gares fermées de, Savines et Prunières en direction de Chorges, et de Châteauroux (Hautes-Alpes) et Saint-Clément en direction de Montdauphin - Guillestre.
Le raccordement entre l'ancien et le nouveau tracé est situé avant la gare en direction de Chorges. C'est une gare de croisement, deux voies d'évitement ont été établies en gare, dont une seule est utilisée en trafic normal ; elles sont relativement longues, afin de permettre le croisement, ou occasionnellement le garage, de rames tractées comportant jusqu'à 10 voitures.

## Histoire

### Gare PLM
Le 27 juillet 1879 les autorités militaires et le ministère des travaux publics signent avec la Compagnie des chemins de fer de Paris à Lyon et à la Méditerranée (PLM) une convention pour l'attribution à cette dernière d'un terrain de trois hectares pris sur la place forte d'Embrun, que l'on déclasse, pour y établir sa gare de la future ligne de Gap à Briançon. Il est convenu que la compagnie a la charge d'effectuer les travaux de démolition d'une partie des fortifications, de dégagement des déblais et d'écoulement des eaux.
La station d'Embrun est mise en service le 10 juillet 1883 par la Compagnie PLM, lorsqu'elle ouvre à l'exploitation la section de Gap à Mont-Dauphin de sa ligne de Gap à Briançon. Elle est encadrée par les stations de Savines et Châteauroux.
En 1911, la gare d'Embrun, fait partie de la « ligne de Livron à Briançon ». C'est une gare qui peut recevoir et expédier des dépêches privées, elle est ouverte aux services complets de la grande et petite vitesse.

## Fréquentation
De 2015 à 2023, selon les estimations de la SNCF, la fréquentation annuelle de la gare s'élève aux nombres indiqués dans le tableau ci-dessous.
| Année     | 2015    | 2016    | 2017    | 2018   | 2019    | 2020   | 2021   | 2022    | 2023    |
| --------- | ------- | ------- | ------- | ------ | ------- | ------ | ------ | ------- | ------- |
| Voyageurs | 141 516 | 127 417 | 121 268 | 99 029 | 109 995 | 60 362 | 72 093 | 108 682 | 123 315 |

## Service des voyageurs

### Accueil
Gare SNCF, elle dispose d'un bâtiment voyageurs, avec guichet, ouvert tous les jours. Elle est équipée d'automates pour l'achat de titres de transport. Elle dispose du service accès plus avec des aménagements, des équipements et un service pour les personnes à mobilité réduite. Sur la place une passerelle permet de franchir les voies mais à l'extérieur de l'emprise de la gare. 
Un passage de niveau planchéié permet la traversée des voies et le passage d'un quai à l'autre.

### Desserte
Embrun est desservie par les trains TER PACA et TER Auvergne-Rhône-Alpes (relations de Briançon à Grenoble, à Romans - Bourg-de-Péage et à Marseille-Saint-Charles), ainsi que par les trains de nuit (Intercités) (relation de Paris-Austerlitz à Briançon).

### Intermodalité
Un parc pour les vélos et un parking pour les véhicules y sont aménagés.
Certaines dessertes Gap - Briançon sont assurées par des autocars. Ceux-ci marquent l'arrêt devant la gare.

Installations
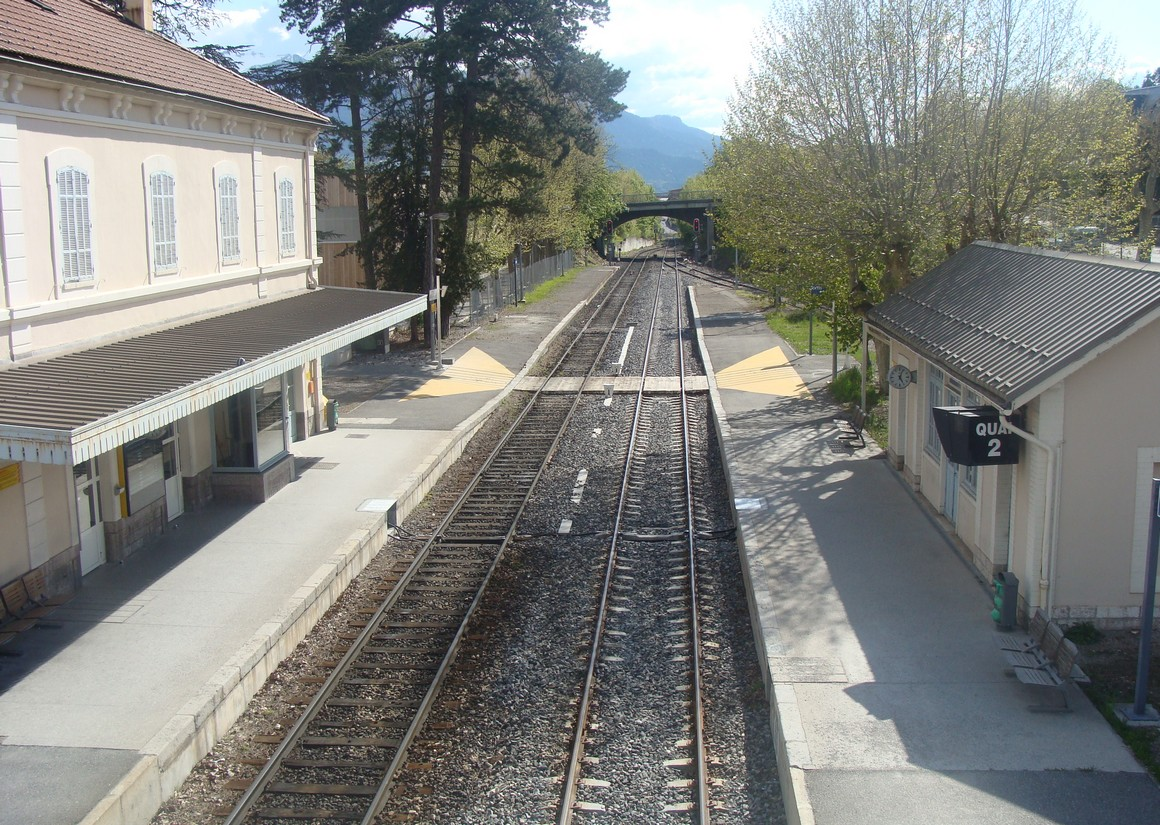
Vue vers Gap.
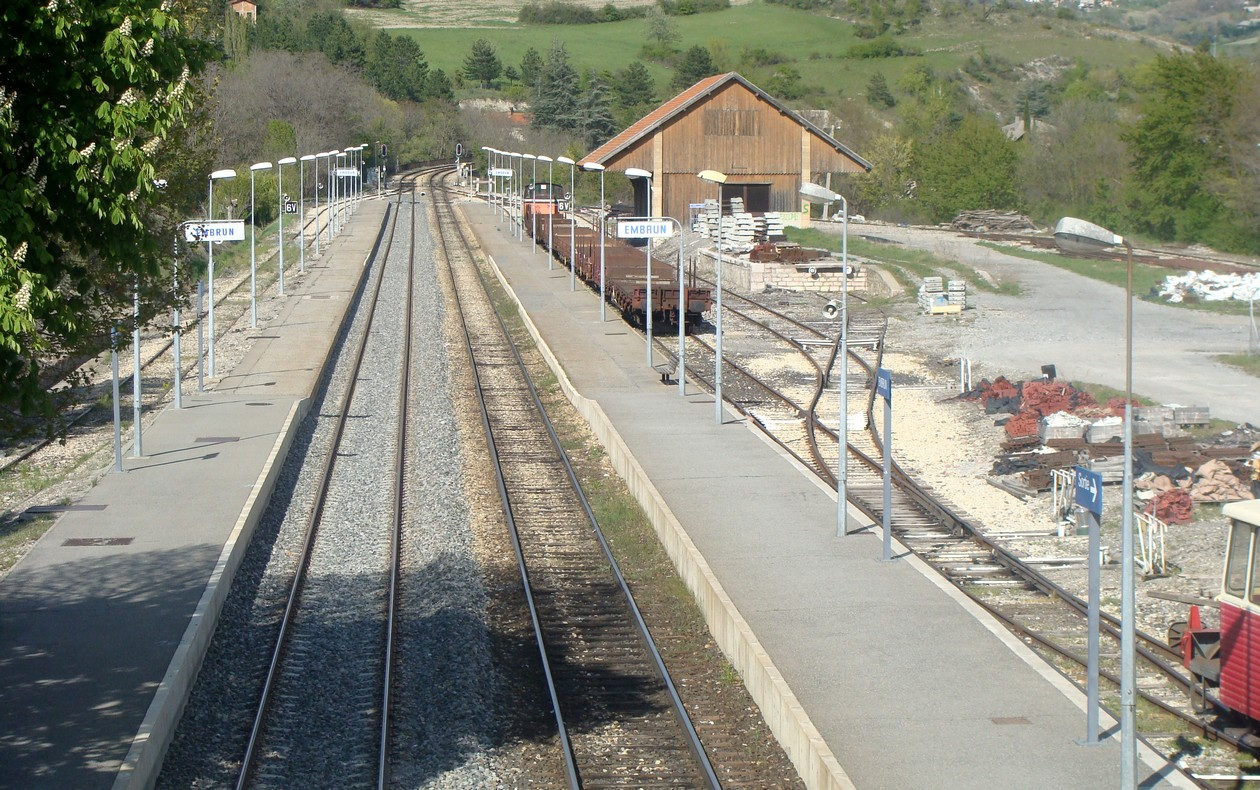
Vue vers Briançon.
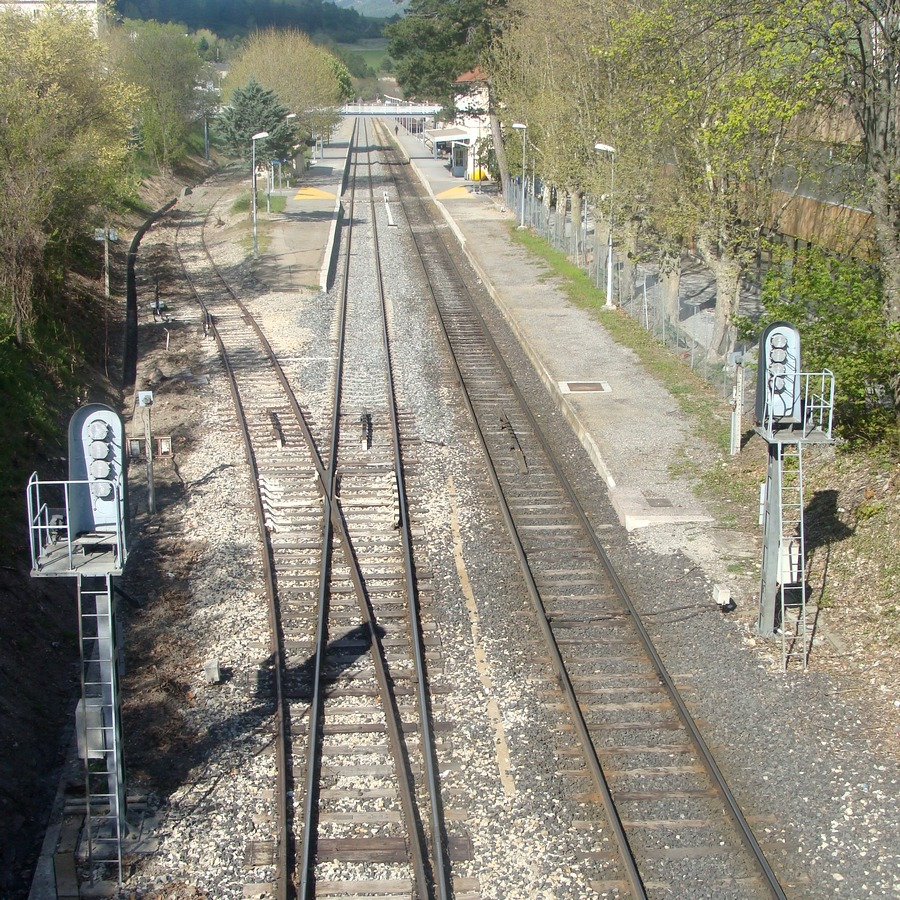
Entrée côté Gap.